# HMS Mendip (L60)
HMS Mendip (L60) là một tàu khu trục hộ tống lớp Hunt của Hải quân Hoàng gia Anh Quốc. Nó nằm trong nhóm đầu tiên trong lớp tàu này, và đã tiếp tục phục vụ trong hải quân của ba quốc gia khác nhau sau khi hoạt động cùng Hải quân Hoàng gia. Nó hoạt động trong Chiến tranh Thế giới thứ hai, rồi như một tàu khu trục Ai Cập trong vụ Khủng hoảng kênh đào Suez. Nó bị Hải quân Israel chiếm trong chiến đấu vào ngày 31 tháng 10 năm 1956 và đưa ra hoạt động như là chiếc INS Haifa (K-38).

## Thiết kế và chế tạo
Mendip được đặt hàng trong Chương trình Chế tạo Hải quân 1939 cho hãng Swan Hunter ở Wallsend vào ngày 17 tháng 4 năm 1939, như một trong số tàu khu trục lớp Hunt lô đầu tiên. Con tàu được đặt lườn vào ngày 10 tháng 8 năm 1939 và hạ thủy vào ngày 9 tháng 4 năm 1940. Nó là chiếc tàu chiến đầu tiên của Hải quân Hoàng gia được đặt tên theo một rừng săn cáo tại Somerset.Công việc chế tạo được hoàn tất vào ngày 16 tháng 10 năm 1941; và sau một cuộc vận động gây quỹ trái phiếu chiến tranh mang tên Tuần lễ Tàu chiến thành công vào tháng 3 năm 1942, nó được cộng đồng cư dân Shepton Mallet, Somerset đỡ đầu.

## Lịch sử hoạt động

### Chiến tranh Thế giới thứ hai
Mendip gia nhập Hạm đội Nhà đặt căn cứ tại Scapa Flow vào ngày 14 tháng 10 năm 1941; nhưng đã chịu đựng hư hại do những quả mìn sâu của chính nó phát nổ trong một cuộc thực tập. Nó được sửa chữa và quay trở lại hoạt động vào ngày 18 tháng 2 năm 1942. Đến ngày 30 tháng 3, nó được phân về Chi hạm đội Khu trục 21 tại Sheerness để làm nhiệm vụ hộ tống vận tải và tuần tra tại Bắc Hải và eo biển Manche. Từ năm 1942 đến năm 1944 nó đã hộ tống 25 đoàn tàu băng qua Bắc Hải.
Trong giai đoạn này, Mendip đã bảo vệ các đoàn tàu vận tải ven biển chống lại các cuộc tấn công của máy bay và xuồng phóng lôi E-boat Đức Quốc xã, cứu vớt những người sống sót, tham gia rải mìn và tấn công các căn cứ đối phương. Vào tháng 9 năm 1942, con tàu đảm trách vai trò soái hạm của Chi hạm đội Khu trục 21 khi Đại tá Hải quân C. R. Parry, Hạm trưởng của Mendip đảm nhiệm chỉ huy chi hạm đội.
Sau một đợt tái trang bị vào tháng 6 năm 1943, Mendip được phân công hộ tống Đoàn tàu WS31, thuộc thành phần lực lượng tham gia Chiến dịch Husky, rồi sang tháng 7 đã trực tiếp tham gia cuộc đổ bộ lên Sicily, Ý. Đến tháng 9, nó tiếp tục tham gia Chiến dịch Avalanche, cuộc đổ bộ lên Salerno như một phần của cuộc tấn công đổ bộ lên Ý. Trong thời gian còn lại của năm 1943, con tàu hoạt động hộ tống vận tải và tuần tra tại Địa Trung Hải.
Vào tháng 5 năm 1944, Mendip quay trở lại Anh để tham gia Chiến dịch Neptune, hoạt động hỗ trợ của Hải quân cho cuộc đổ bộ Normandy. Sau đó nó quay trở lại Chi hạm đội Khu trục 21 và làm nhiệm vụ hộ tống vận tải tại Bắc Hải và eo biển Manche cho đến khi chiến tranh kết thúc tại Châu Âu vào tháng 5 năm 1945. Hoạt động cuôi cùng của nó là trong Chiến dịch Deadlight nhằm giải giới hạm đội tàu ngầm U-boat Đức. Con tàu được cho ngừng hoạt động vào tháng 1 năm 1946 và đưa về hạm đội dự bị.

### Phục vụ cùng Hải quân Trung Hoa dân quốc
Vào tháng 5 năm 1948, Mendip cùng với Aurora (12) được chuyển cho Hải quân Trung Hoa dân quốc, và được đổi tên thành Lin Fu, đặt theo tên Trung tướng Zhang Linfu, Tư lệnh Sư đoàn 74 tử trận trong cuộc Nội chiến Trung Quốc. Sau khi Aurora (được đổi tên thành Chung King) đào ngũ sang phía Trung Cộng vào tháng 2 năm 1949, con tàu được Hải quân Hoàng gia tái sở hữu vào tháng 6 năm 1949 và tái biên chế với thủy thủ đoàn từ chiếc Consort (R76).

### Phục vụ cùng Hải quân Ai Cập
Vào tháng 11 năm 1949, con tàu được bán cho Ai Cập, và phục vụ cùng Hải quân Ai Cập sau khi nhập biên chế như là chiếc Mohamed ali-El-Kebir vào ngày 15 tháng 11. Nó được đổi tên thành Ibrahim-El-Awal vào cuối năm 1951.
Vào năm 1956, Ibrahim el Awal tham gia các chiến dịch hải quân trong vụ Khủng hoảng kênh đào Suez. Nó được phái đến Haifa vào ngày 30 tháng 10 nhằm mục đích bắn phá các cơ sở lọc dầu tại thành phố cảng ven biển này, đi đến ngoài khơi Haifa vào ngày hôm sau và bắt đầu nả hải pháo 4 inch vào thành phố. Tàu khu trục Pháp Kersaint (D622) được bố trí ngoài khơi Haifa để bảo vệ thành phố này trong khuôn khổ Chiến dịch Musketeer đã nổ súng nhắm vào Ibrahim el Awal nhưng không trúng đích. Không lâu sau đó, tàu chiến Israel đối đầu với nó, và chiếc tàu chiến Ai Cập lập tức rút lui. Các tàu chiến Israel đuổi theo, và dưới sự trợ giúp của máy bay Không quân Israel, đã gây hư hại bánh lái và turbine hơi nước của nó. Không thể xoay trở và mất điện toàn bộ, Ibrahim el Awal đã đầu hàng cùng Hải quân Israel.

### Phục vụ cùng Hải quân Israel

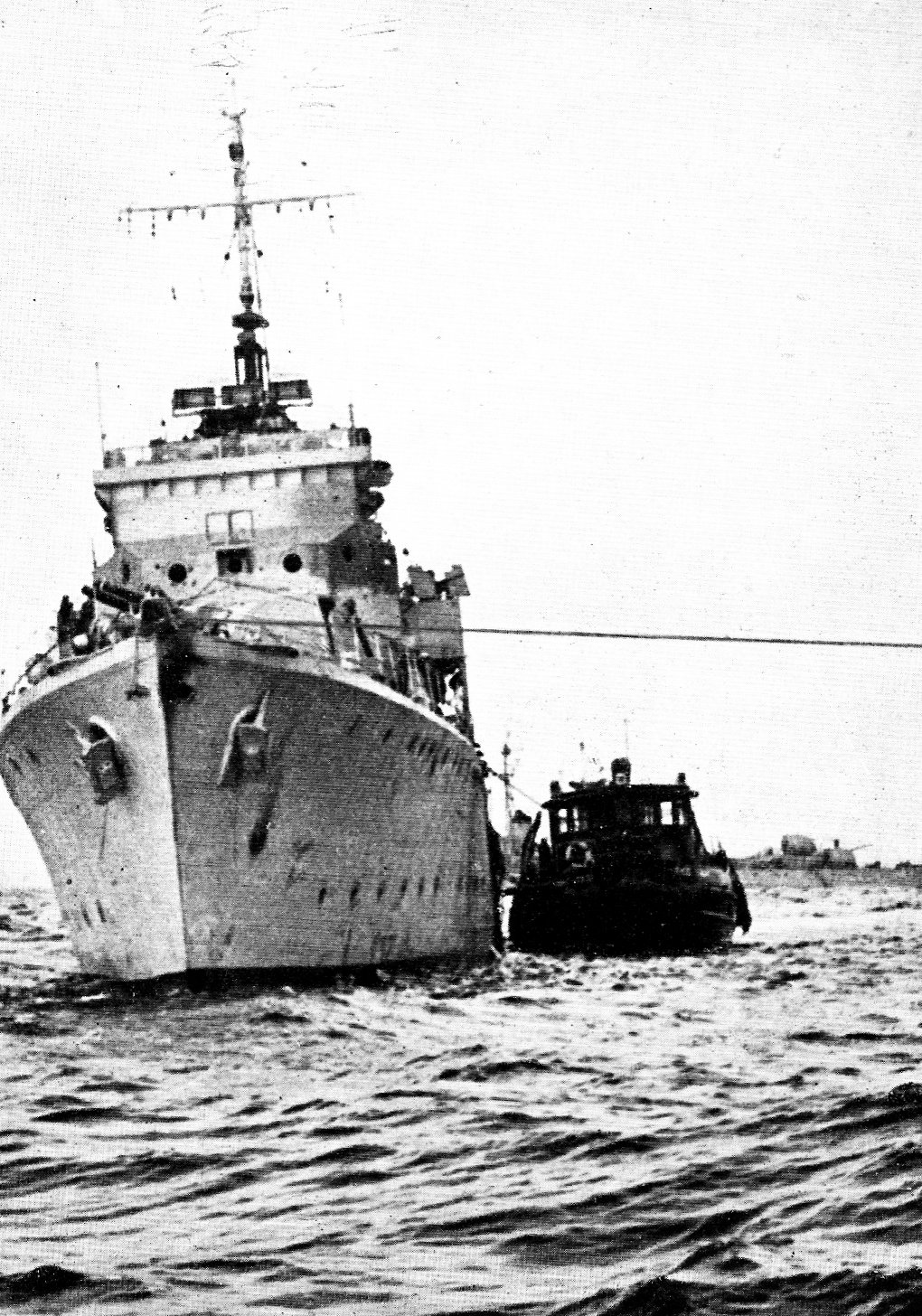
Ibrahim el Awal được kéo về cảng Haifa sau khi bị Hải quân Israel chiếm

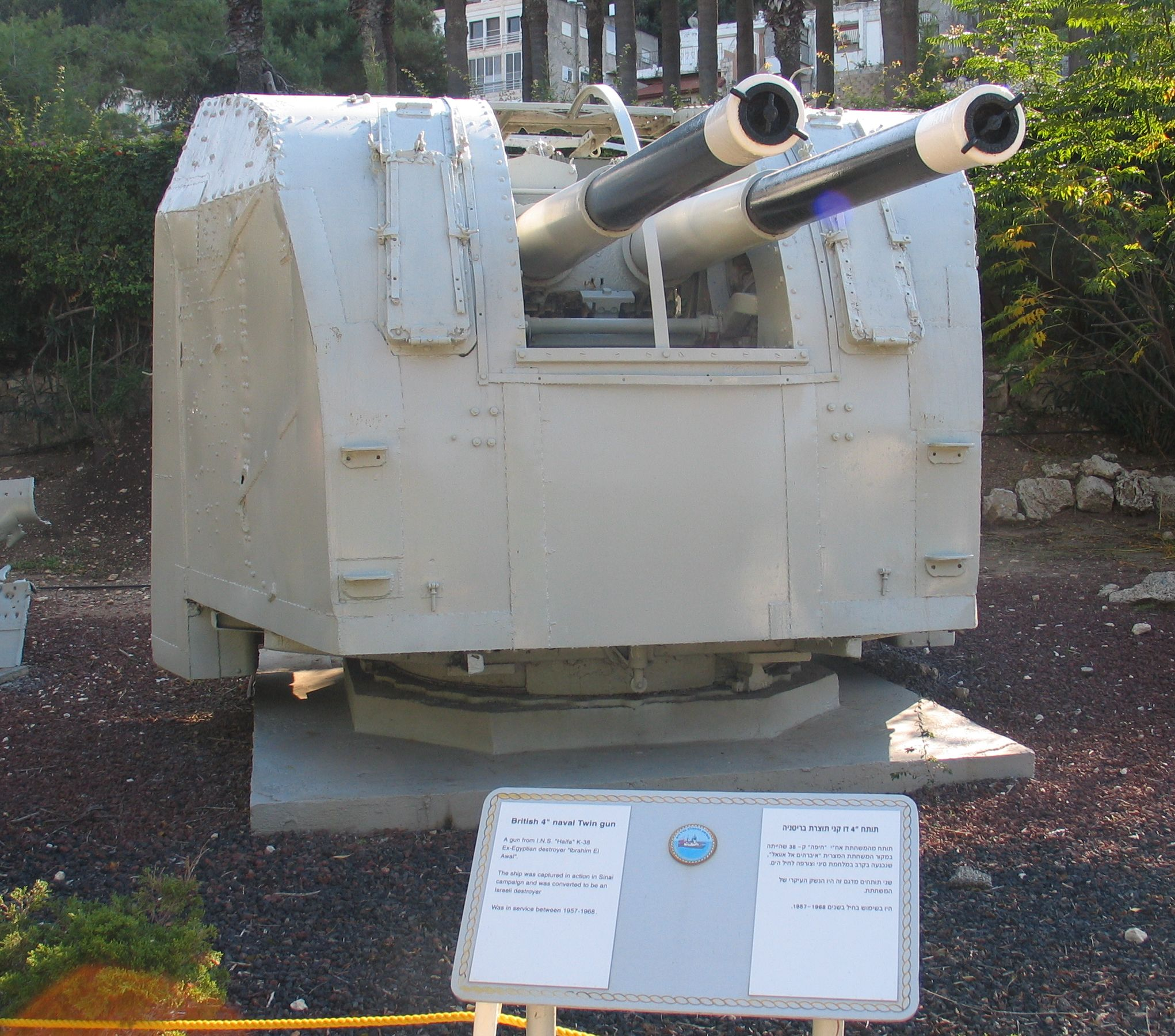
Tháp pháo 4-inch nòng đôi của INS Haifa được bảo tồn tại Bảo tàng Phong tỏa Di cư và Hàng hải, Haifa

Con tàu được sáp nhập vào Hải quân Israel và đổi tên thành INS Haifa, và phục vụ cho đến cuối những năm 1960, khi nó được cho ngừng hoạt động. Theo một nguồn, INS Haifa được sử dụng như một tàu mục tiêu vào năm 1968 và bị đánh chìm bởi tên lửa Gabriel; một nguồn khác lại cho rằng nó tiếp tục làm nhiệm vụ huấn luyện cho đến năm 1970, trở thành một tàu tiện nghi trước khi bị tháo dỡ năm 1972.
Một tháp pháo 4-inch nòng đôi và một máy phóng mìn sâu của nó được giữ lại và trưng bày tại Bảo tàng Phong tỏa Di cư và Hàng hải tại Haifa.